# Bastionul „Sfântul Vladimir” al Cetății „Sredneaia”
Bastionul „Sf. Vladimir” al Cetății „Sredneaia” este o clădire amplasată pe str. 25 Octombrie, 4 în Tiraspol, Republica Moldova. Este un monument istoric de importanță națională inclus în Registrul monumentelor Republicii Moldova ocrotite de stat cu nr. 1 (municipiul Tiraspol). Datează din 1792.